# Medicina conductual

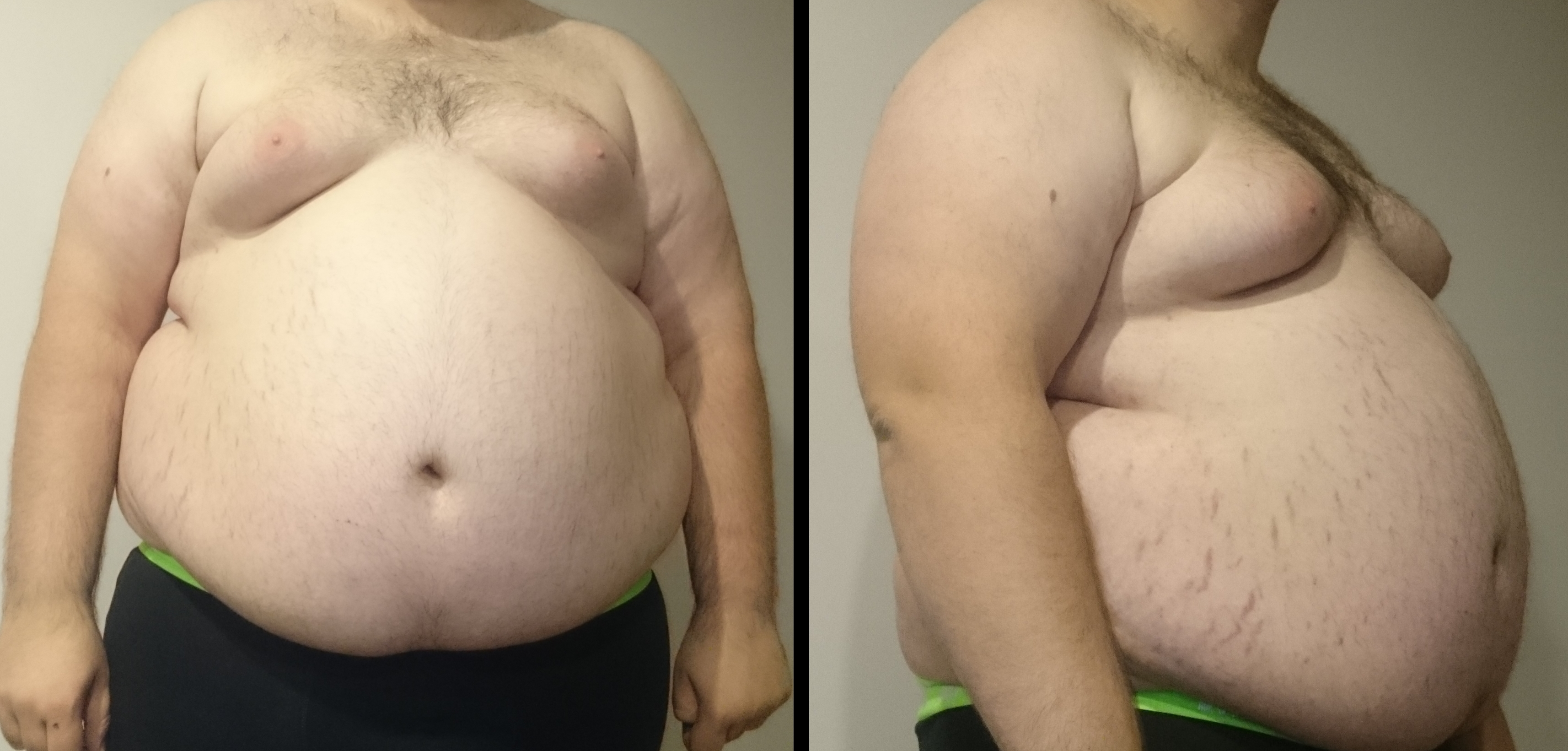
La obesidad es uno de los principales factores de riesgo para la diabetes y las enfermedades circulatorias.

La medicina conductual o medicina del comportamiento es un campo interdisciplinario que combina la medicina y la psicología y que trata de la integración del conocimiento sobre las ciencias biológicas, del comportamiento, psicológicas, y ciencias sociales relevantes para la salud y la enfermedad. Estas ciencias incluyen las ramas de epidemiología, antropología, sociología, psicología, fisiología, farmacología, nutrición, neuroanatomía, endocrinología, e inmunología. A menudo el término se utiliza incorrectamente en lugar de psicología de la salud. La práctica de la medicina del comportamiento comprende la psicología de la salud, pero también comprende terapias psicofisiológicas tales como biofeedback, hipnosis, y terapia de bio comportamiento de los desórdenes físicos, aspectos de terapia ocupacional, medicina de rehabilitación, y fisiatría, como también  medicina preventiva. Por comparación, la psicología de la salud pone un énfasis mayor en el rol específico de la psicología tanto en la medicina del comportamiento como en el comportamiento saludable.
La medicina del comportamiento es especialmente relevante en los países desarrollados, donde numerosos problemas de salud se consideran poseen razones básicas relacionadas con el comportamiento, en vez de razones puramente médicas. Por ejemplo, fumar, llevar un estilo de vida sedentario, y abusar del alcohol o el abuso de otras substancias son todos factores que influyen en las causas de muerte en dichos países. Entre los practicantes de la medicina del comportamiento se cuentan enfermeras calificadas, trabajadores sociales, psicólogos, y médicos (incluidos estudiantes y residentes de medicina); estos profesionales a menudo actúan como agentes de cambio del comportamiento.
La medicina del comportamiento utiliza un modelo biopsicosocial de la enfermedad en vez del modelo médico. Este modelo incorpora elementos biológicos, psicológicos y sociales en su análisis y tratamiento de la enfermedad en vez de únicamente descansar en la observación de una desviación biológica respecto a la forma normal de funcionamiento.

## Usos
Un ejemplo de cómo aplicar el modelo biopsicosocial que utiliza la medicina conductual es el tratamiento del dolor crónico. Antes de que se adoptara este modelo, los médicos eran incapaces de explicar por qué ciertos pacientes no experimentaban dolor a pesar de sufrir daños importantes en los tejidos, lo que les llevaba a considerar inadecuado el modelo puramente biomédico de la enfermedad. Sin embargo, el aumento del daño en las partes del cuerpo y los tejidos se asocia generalmente con el aumento de los niveles de dolor. Los médicos empezaron a incluir un componente cognitivo en el dolor, lo que condujo a la teoría del control de puertas y al descubrimiento del efecto placebo. Entre los factores psicológicos que afectan al dolor se encuentran la autoeficacia, la ansiedad, el miedo, el maltrato, los factores estresantes de la vida y la catastrofización del dolor, que responde especialmente bien a las intervenciones conductuales. Además, la predisposición genética a la angustia psicológica y la sensibilidad al dolor afectarán al manejo del dolor. Por último, factores sociales como el estatus socioeconómico, la raza y la etnia también desempeñan un papel en la experiencia del dolor.
La medicina conductual implica el examen de todos los factores asociados a la enfermedad, en lugar de sólo el aspecto biomédico, y cura la enfermedad mediante la inclusión de un componente de cambio de comportamiento por parte del paciente.
En una revisión publicada en 2011 Fisher et al. ilustra cómo puede aplicarse un enfoque médico conductual en una serie de enfermedades comunes y factores de riesgo como las enfermedades cardiovasculares/diabetes, el cáncer, el VIH/sida y el consumo de tabaco, la mala alimentación, la inactividad física y el consumo excesivo de alcohol. Las pruebas indican que las intervenciones conductuales son rentables y aportan beneficios en términos de calidad de vida. Es importante destacar que las intervenciones conductuales pueden tener amplios efectos y beneficios en la prevención, la gestión de enfermedades y el bienestar a lo largo de toda la vida.

## Publicaciones periódicas
- Annals of Behavioral Medicine
- International Journal of Behavioral Medicine
- Journal of Behavior Analysis of Sports, Health, Fitness and Behavioral Medicine Behavior Analyst Online
- Journal of Behavioral Health and Medicine Behavior Analyst Online
- Journal of Behavioral Medicine

## Organizaciones
- Association for Behavior Analysis International's Behavioral Medicine Special Interest Group
- Society of Behavioral Medicine